# Историческа сребърна мина в Тарновске Гури
Историческа сребърна мина в Тарновске Гури (на полски Zabytkowa Kopalnia Srebra) – единственият в Полша подземен туристически маршрут, който дава възможност да бъде посетена някогашната мина за съдържащи сребро руди, създадена в триаски доломити и варовици.
От 2004 подземията на Историческата сребърна мина заедно с Щолнята „Черната пъстърва” са част от исторически паметник Тарновске Гури. От юли 2017 мината е включена в Списъка на световното наследство ЮНЕСКО като един от обектите на Мина за оловна, сребърна и цинкова руда със система за управление на подземни води в Тарновске Гури. 
Историческата сребърна мина е една от четирите звезди на Пътя на индустриалното наследство на Силезийско воеводство. От 2014 година мината е включена като основна точка в Европейския път на индустриалното наследство(ERIH).

## Обща информация
Мината се намира в Тарновске Гури на ул. „Шченшч Боже“ 81. Тя е един от двата фрагмента на функциониралата от  1974 до 1911 година Кралска мина „Фредерик“ (niem. Königliche Friedrichsgrube), отворени за посетители през 1976 година. Част е от подемния лабиринт от минни изкопи, галерии и отводнителни щолни с обща дължина над 150 км.
На дълбочина 40 м е създаден туристически маршрут с дължина 1740 м и форма на триъгълник, свързващ трите шахти: „Ангел“ (на полски „Anioł”),  „Усойница“ (на полски „Żmija”) и „ Дал бог добро“ (на полски„Szczęść Boże”). По време на едно необикновено пътешествие туристите могат да видят минни находки, стари работни станции и инструменти от 18-ти и 19-ти век. В съседство на маршрута се намират три подземни зали с размери от 500 до 2000 m². Почти 300 метра от маршрута се изминават с лодка. През 2012 подземният туристически маршрут е озвучен с автентични отгласи от тежката работа на миньорите, ефекти на срутване в мината, движещи се минни съоръжения и изкопни работи. 
В разположената над шахтата сграда има мултимедийна изложба (открита на 20 април 2012 година), в която са представени историята, геологията, техниката на добив и отводняване на тарновскогурските подземия. Могат да бъдат видени също някогашни инструменти, използвани под земята лампи, минни кофи, преносима миньорска тоалетна. Един от елементите на изложбата е парна машина, първата в Горна Силезия, инсталирана в сегашния район на града през 1788 година.
На територията на мината са разположени: кино и конферентна зала, ресторант, магазини за сувенири и минерали, паркинг. Маршрутът на Историческата сребърна мина е адаптиран за хора с увреждания. Подземията имат специфичен микроклимат с постоянна температура 10°C.
В разположената над шахтата сграда има мултимедийна изложба (открита на 20 април 2012 година), в която са представени историята, геологията, техниката на добив и отводняване на тарновскогурските подземия. Могат да бъдат видени също някогашни инструменти, използвани под земята лампи, минни кофи, преносима миньорска тоалетна. Един от елементите на изложбата е парна машина, първата в Горна Силезия, инсталирана в сегашния район на града през 1788 година.
На територията на мината са разположени: кино и конферентна зала, ресторант, магазини за сувенири и минерали, паркинг. Маршрутът на Историческата сребърна мина е адаптиран за хора с увреждания. Подземията имат специфичен микроклимат с постоянна температура 10°C.
На открито, непосредствено до сградата на мината се намира Музеят на парните машини. с богата колекция парни машини, използвани в някогашната промишленост. Тук могат да бъдат видени експонати като: пътни валяци, железопътни кранове, локомобили, множество парни машини, генератори, парни помпи и подемни машини. Нова атракция за цялото семейство е разходката с мини железница из територията на музея на открито. Маршрутът е дълъг 500 метра. Разходката сред исторически машини с това малко влакче е незабравимо преживяване.
От 19 октомври 2006 Историческата сребърна мина е включена в Пътя на индустриалните паметници на Силезийско воеводство. Подземията на мината и Щолнята „Черната пъстърва“ са обявени за исторически паметник със заповед на  президента на Република Полша от 14 април 2004 година (Dz.U. z 2004 r. nr 102, poz. 1062).

## Обект на ЮНЕСКО
Историческата сребърна мина в Тарновске Гури е един от обектите, които Министерството на културата и националното наследство представя по искане на Сдружението на любителите на земите на Тарновске Гури за вписване в Списъка на световното наследство на ЮНЕСКО. Заявлението включва и други свързани с минното дело обекти в Тарновске гори, Битом и община Зброславице. Вписването в списъка е направено по време на 41-вата сесия на Комитета за световно наследство в Краков на 9 юли 2017 година. 